# Viveka Chudamani
Viveka Cūḍāmaṇi ou Vivekacūḍāmaṇi littéralement « le suprême joyau de la discrimination »   est l'un des grands textes sanskrits du philosophe et mystique indien Ādi Śaṅkara qui vécut entre le VIIIe siècle et le IXe siècle de notre ère. Celui-ci est composé de cinq cent quatre-vingts versets écrits en sanskrit. Il traite de la non-dualité propre à la philosophie de l'Advaita Vedānta qui est une des écoles philosophiques hindouistes les mieux connues du Vedānta

## Structure du texte
Vivekacūḍāmaṇi ne comporte pas de divisions par chapitre et par section. C'est une forme de dialogue entre le maître et le disciple structuré en versets. Le premier expose son enseignement et répond aux demandes du second qui par la parole du maître finit par parvenir à la connaissance directe de sa nature véritable. Le fil conducteur est le moyen (discrimination) par lequel atteindre aussi à la connaissance directe de la vraie nature du réel et de s'affranchir de la souffrance.

## Contenu en bref et sous-jacent
Le texte commence par une louange de Ādi Śaṅkara adressée à son maître Govinda Bhagavatpada (selon M.Sauton, la louange peut également désigner le dieu Govinda). 
La première partie cherche à exprimer que la libération (Moksha) est une chose rare, et que celui qui a eu la chance d'arriver par sa naissance à ce moment du cycle des réincarnations à une responsabilité éthique à la réaliser:
« Celui qui s'est élevé, d'une manière ou d'une autre, jusqu'à la condition humaine
Qui a reçu en partage un corps masculin, qui a saisi par surcroît le sens profond des Vedas,
Et qui, cependant, est assez stupide pour ne pas se consacrer entièrement à son émancipation
Celui-là commet un crime envers lui-même ; 
En poursuivant des fins illusoires, il consomme sa propre perte. (I-4) »
S'ensuit une mise en garde à l'encontre du lecteur qui y chercherait un réconfort psychologique ou moral voire un moyen d'améliorer sa condition matérielle.
Puis, le texte continue par l'exposition de l'enseignement proprement dit. Tout au long, il est question de manière sous-jacente de la nature erronée de la perception appréhendant la réalité ordinaire à sa façon. Cette forme de perception non épurée crée une dualité entre ce qui est perçu et ce qui perçoit. Celle-ci est à la racine de la souffrance et de la séparation avec la profondeur de l'être qui est empli de paix et de béatitude. 
Pour mettre en évidence la nature erronée de la perception provenant des sens et remédier à cet état, le texte donne des développements de nature technique propres à la métaphysique indienne. Ceux-ci doivent, à l'aide de la discrimination constante entre le réel et l'irréel, finalement conduire à la réalisation de la non-dualité c'est-à-dire à la connaissance directe de la vraie nature de ce qui est.